# 합천 학리 지석묘군
합천 학리 지석묘군(陜川 鶴里 支石墓群)은 대한민국 경상남도 합천군 덕곡면 학리에 있는 고인돌 군이다. 2001년 2월 22일 경상남도의 기념물 제230호로 지정되었다.

## 개요
한국 청동기시대의 대표적 무덤양식인 지석묘는 고인돌·돌멘(dolmen)이라고도 하며, 대체로 북방식(北方式)·남방식(南方式)·개석식(蓋石式) 등으로 분류한다. 고인돌은 주로 경제력이나 정치 권력을 가진 지배층의 무덤으로 알려져 있다.
우리나라의 고인돌은 4개의 받침돌을 세워 지상에 돌방을 만들고 그 위에 거대하고 평평한 덮개돌을 올려놓은 것을 북방식 또는 탁자식(卓子式)이라고 하며, 땅속에 돌방을 만들고 작은 받침돌을 세운 뒤 그 위에 덮개돌을 올린 것을 남방식 또는 바둑판식이라고 한다. 바둑판식에서 받침돌이 없는 것을 따로 개석식이라고 하여 구분한다.
합천 학리 지석묘군은 선사시대의 전형적인 남방식 고인돌의 특성을 띠는데 덮개돌 밑에 받침돌 2개를 받치고 있으며 그 아래는 돌널무덤[석관묘(石棺墓)]의 형태이다. 덕곡면 학리 야산의 북쪽 사면 끝부분의 논, 밭 가운데에 고인돌이 분포해 있다. 덮개돌은 길이 1∼3m, 폭 0.7∼1.8m, 높이 1m 정도로 직사각형을 이루고 있다. 모두 200평 정도 되는 곳에 고인돌이 군집해 있다. 고인돌 주변에서는 삼한시대 또는 가야시대의 유물로 추정되는 토기가 출토되었다.

## 참고 문헌
- 합천 학리 지석묘군 - 국가유산청 국가유산포털